# ニム
ニム (英: Nim) は、2人で行うレクリエーション数学ゲーム（組合せゲーム）の一つである。起源は古代中国からあるとされ、16世紀初めの西欧で基本ルールが完成したが、名前については、一般的に1901年にハーバード大学のチャールズ・L・バウトンによって名付けられたとされる。
歴史的には、最初に必勝法が数学的に解決したゲームである。最善手を行うならば、どちらが勝つかは最初の個数の組で決まる（後述）。その必勝法と証明は組合せ論による。

## ゲームのルール
有限個のコイン（石や豆でもよい）の山を有限個用意する。2人のプレイヤーが山からコインを好きな数ずつ交互に取り合っていく。
- 一度に取るコインは1つの山からとする。
- 回ごとに最低1個は取らなければいけないとする。

これを繰り返すと有限回で全てのコインがなくなるが、最後にコイン（複数でもよい）を取ったプレイヤーにより勝敗を決める。最後にコインを取った者を勝者とするルールは正規形と呼ばれている。

## 必勝法

### 山が2つの場合
特に山が2個の場合は、一般の場合よりも必勝法が簡単である。
山A, Bのコインの個数をそれぞれ a, b とする。調べ上げていっても容易に類推されるように、後手必勝形は a = b のときのみである。a ≠ b ならば、先手が多い山から a と b の差だけコインを取ると、次に相手は a ≠ b にせざるを得なくなる。先手がこれを繰り返すと必ず勝つ。
a = b ならば、後手が上記を実行すると必ず勝つ。

### 一般の場合
コインの山の数を n とし、各山のコインの枚数を A1, …, An とする。
{\displaystyle S=A_{1}\oplus \cdots \oplus A_{n}} とおく。ただし、{\displaystyle \oplus } はビットごとの排他的論理和（ニム和）を表すものとする。
S ≠ 0 のときは 必ず S = 0 にでき、すると次に相手は S ≠ 0 にせざるを得なくなる。これを繰り返すと必ず勝てる。S ≠ 0  ならば先手必勝、S = 0 ならば後手必勝にできる。

#### 証明
先手が S の Ak からコインを取り除いて Bk になったとする。 
{\displaystyle T=A_{1}\oplus \cdots \oplus B_{k}\oplus \cdots \oplus A_{n}}
とおく。排他的論理和は交換法則、結合法則および {\displaystyle X\oplus X=0} を満たすため、次の等式が成り立つ。
{\displaystyle {\begin{aligned}T&=\textstyle \bigoplus \limits _{i;i\neq k}A_{i}\oplus B_{k}\\&=\textstyle \bigoplus \limits _{i;i\neq k}A_{i}\oplus (A_{k}\oplus A_{k})\oplus B_{k}\\&=S\oplus A_{k}\oplus B_{k}\end{aligned}}}
次の2つの補題から従う。
補題1：{\displaystyle S=0} のとき、任意の操作について {\displaystyle T\neq 0} である。
証明：{\displaystyle A_{k}\oplus B_{k}\neq 0} であることから明らかである。
補題2：{\displaystyle S\neq 0} のとき、ある操作について {\displaystyle T=0} である。
証明：S の ビットのうち 0 でない最高位を 2d の位とする。Ak の 2d の位が 0 でない k を1つ選ぶ（このような k は必ず存在する）。{\displaystyle S\oplus A_{k}<A_{k}} であるため、k番目の山から何枚かのコインを取り除いて {\displaystyle B_{k}=S\oplus A_{k}} 枚にすることができる。このとき {\displaystyle T=0} となる。

## 逆形
最後にコインを取った者を負けとするルールは「逆形」「逆型」「双対ゲーム」などと呼ばれている。一般に、組合せゲームの正規形と逆形では、プレイヤーが逆のことに最善を尽くすため、正規形の後手必勝形が逆形の後手必敗形とはなっていない。
実際に逆形ニムにおいては、必勝形、必勝法は次の通りである：
n個の山の内、コインが2個以上であるものの個数を i とする。
i = 0 である後手必勝形は
- 1個だけの山が奇数個のみ。… (1)

である。
i = 1 のときは、
- 1個だけの山が奇数個なら、2個以上の山を空にすることで必勝形にできる。
- 1個だけの山が偶数個なら、2個以上の山を1個にすることで必勝形にできる。

故に i = 1 のときは必敗形である。
i ≥ 2 のときは、プレイヤーがニム和を 0 にし続ければ、相手は i = 1 にせざるを得なくなる。
（なぜなら、 i = 1 のときのニム和は 0 でないから。）
故に、必勝形 (A1, …, An) は
- (1) または
- 2個以上の山が2個以上かつ、ニム和が 0 であるもの。

に限られる。//